# Sivas
Sivas, dawniej Sebast(i)a (grec. Σεβάστεια, orm.Սեբաստիա) – miasto w środkowej Turcji, nad rzeką Kızılırmak, ośrodek administracyjny ilu Sivas. W 2021 roku liczyło około 388 tys. mieszkańców. Miasto jest siedzibą klubu piłkarskiego Sivasspor.
W starożytności miasto należało do Armenii. Miejsce urodzenia świętego Błażeja. Znane jest z kultu Czterdziestu Świętych Męczenników z Sebasty, oraz jako miasto rodzinne Modesta, patriarchy Jerozolimy w latach 632–634.
W mieście rozwinął się przemysł materiałów budowlanych, metalowy, maszynowy, środków transportu, chemiczny, włókienniczy oraz spożywczy.

## Współpraca
- Grozny, Rosja
- Gradačac, Bośnia i Hercegowina
- Adama, Etiopia
- Baku, Azerbejdżan
- Medyna, Arabia Saudyjska
- Alicante, Hiszpania
- Clermont-Ferrand, Francja